# Hendrick Avercamp

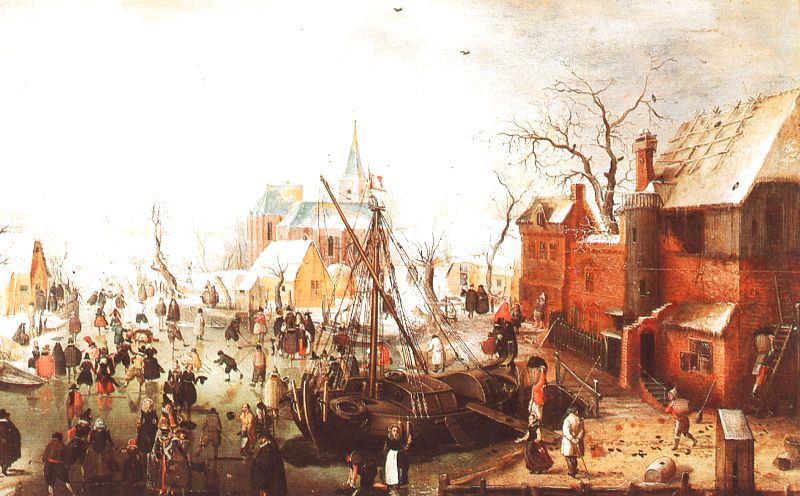
Los placeres del invierno en Yselmuiden, obra de Avercamp, 1614.

Hendrick Avercamp fue un pintor y dibujante holandés del barroco, nacido en Ámsterdam en enero de 1585 y fallecido el 15 de mayo de 1634 en Kampen. Es considerado el máximo exponente del paisaje invernal en la pintura holandesa del siglo XVII. Avercamp era conocido como «el mudo de Kampen» porque era sordomudo.

## Biografía
Nació en una casa cercana a la Nieuwe Kerk (Iglesia Nueva), pero fue bautizado en la Oude Kerk (Iglesia Antigua) de Ámsterdam el 27 de enero de 1585. Al año siguiente, su familia se trasladó a Kampen, donde su padre, Barent Hendricksz Avercamp (c. 1557 - 1603), ejercía como boticario de la ciudad. Su madre, Beatrix Pietersdr Vekemans (1560/62 - 1634), era hija de un director de escuela latina y nieta del erudito Petrus Meerhoutanus. El hermano de Hendrick Avercamp, Lambert, siguió la profesión paterna y fue también boticario, mientras que otro de sus hermanos estudió medicina.
Avercamp parece haber estudiado con Pieter Isaacsz en Ámsterdam, un pintor de escenas históricas y retratista con un estilo manierista tardío, diferente al de Avercamp. Entre los alumnos de Isaacsz también se encuentran los pintores Adriaen van Nieulandt (1587–1658) y Willem van Nieulandt (1584–1635). En una venta de 1607, antes del regreso de Isaacsz a Dinamarca para trabajar en la corte de Cristián IV, Avercamp aparece mencionado como "el mudo de Pieter Isaacsz".
En 1633, su madre estipuló que su hijo mayor, "mudo y miserable", soltero, debía recibir de por vida una renta anual de cien coronas provenientes del patrimonio familiar.

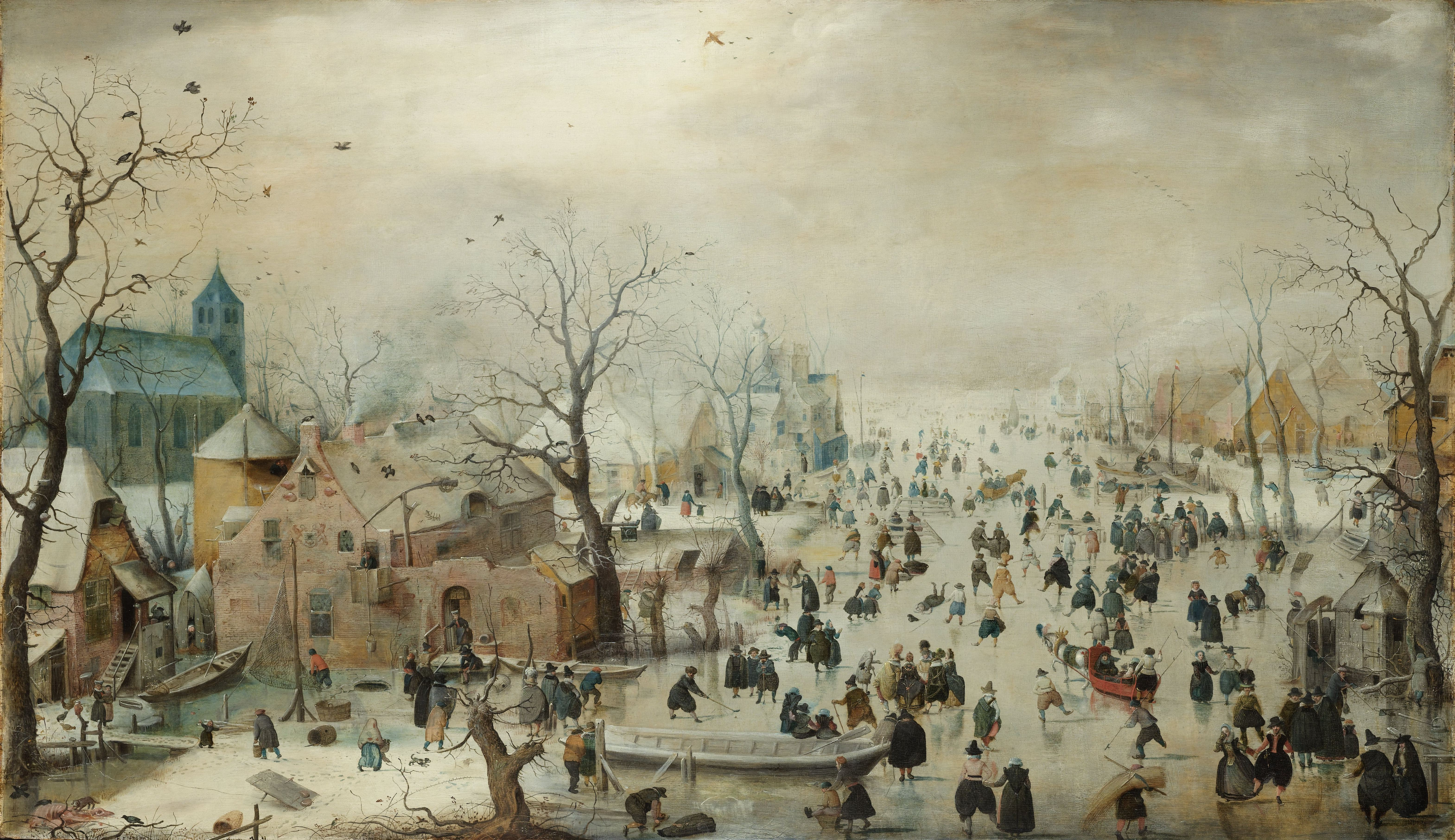
Paisaje invernal, ca. 1608, Rijksmuseum, Ámsterdam

Las primeras obras de Avercamp están fechadas en 1601. Durante su formación fue influenciado por la escuela paisajística de Ámsterdam, especialmente por artistas flamencos seguidores de Pieter Bruegel el Viejo como Gillis van Coninxloo (1544–1607) y David Vinckboons (1576–1633), este último posible maestro suyo. Sus primeros diseños siguen esta tradición y recuerdan también el estilo de Hans Bol (1534–1593). Se ha observado una relación estilística entre sus primeras obras y las de su compañero de Kampen Gerrit van der Horst (1581/2–1629).
Avercamp regresó a Kampen hacia 1613. Algunos historiadores han sugerido que realizó un viaje por el Mediterráneo, aunque esto parece poco probable. Durante su vida gozó de gran popularidad y vendía dibujos, muchos coloreados con acuarela y gouache, técnica utilizada ya por Bruegel el Viejo, destinados a álbumes de colección.
Vivió y trabajó en Kampen hasta su muerte el 15 de mayo de 1634, y fue enterrado en la Iglesia de San Nicolás de esa ciudad.

## Obra
Avercamp fue un destacado pintor de la escuela holandesa del siglo XVII, especializado en paisajes y escenas de invierno, principalmente en los alrededores de Kampen y el río IJssel. Sus cuadros, vivos y coloridos, en formatos reducidos y variados, representan a personajes de todas las clases sociales en sus actividades cotidianas y juegos sobre el hielo. Es considerado un gran observador, con especial atención a los efectos de la luz invernal y el detallismo narrativo, aunque es probable que no visitara muchos de los lugares que representaba.
Pintó principalmente escenas invernales, así como acuarelas con campesinos y pescadores. Muchas de estas obras se conservan en la Colección Real británica.

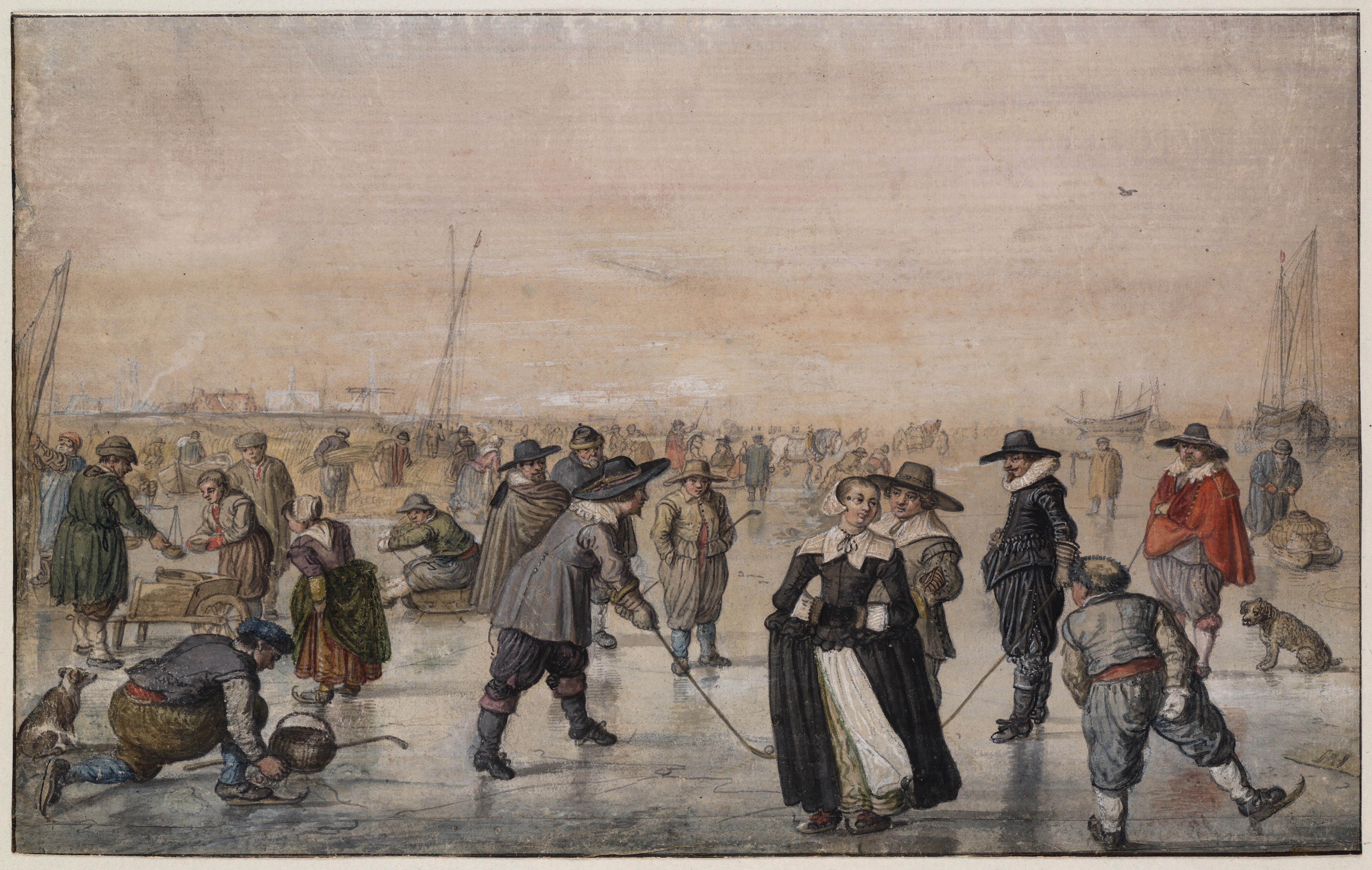
Una escena en el hielo, Museo Teylers, Haarlem.

Sus primeras obras muestran una clara influencia de Pieter Bruegel el Viejo, con detalles narrativos dentro de la tradición flamenca, como figuras en actitudes humorísticas o cotidianas. Utilizaba elementos compositivos característicos de Bruegel, como la perspectiva a vista de pájaro, horizontes altos, árboles grandes y desnudos con aves posadas, así como una progresión espacial muy marcada. Mostró además un refinado sentido del color, con uso deliberado de rosas, rojos, blancos, negros, amarillos y verdes para lograr efectos sutiles.
Sus obras datan de 1608 a 1632 y muestran pocos cambios estilísticos. Las primeras tienen un estilo más flamenco, influido por Bruegel, que Avercamp consolidó y mantuvo con éxito durante el resto de su carrera.
Probablemente se inspiró en aguafuertes de Hieronymus Cock (1507–1570), basados en diseños del Maestro de los Pequeños Paisajes y publicados en Amberes en 1559–1561, reeditados en 1601 por Theodor Galle y en 1612 por Claes Jansz Visscher en Ámsterdam. También pudo conocer las ilustraciones de Visscher para mapas de Holanda publicados por Willem Jansz. Blaeu (1608) y Pieter van den Keer (1610).

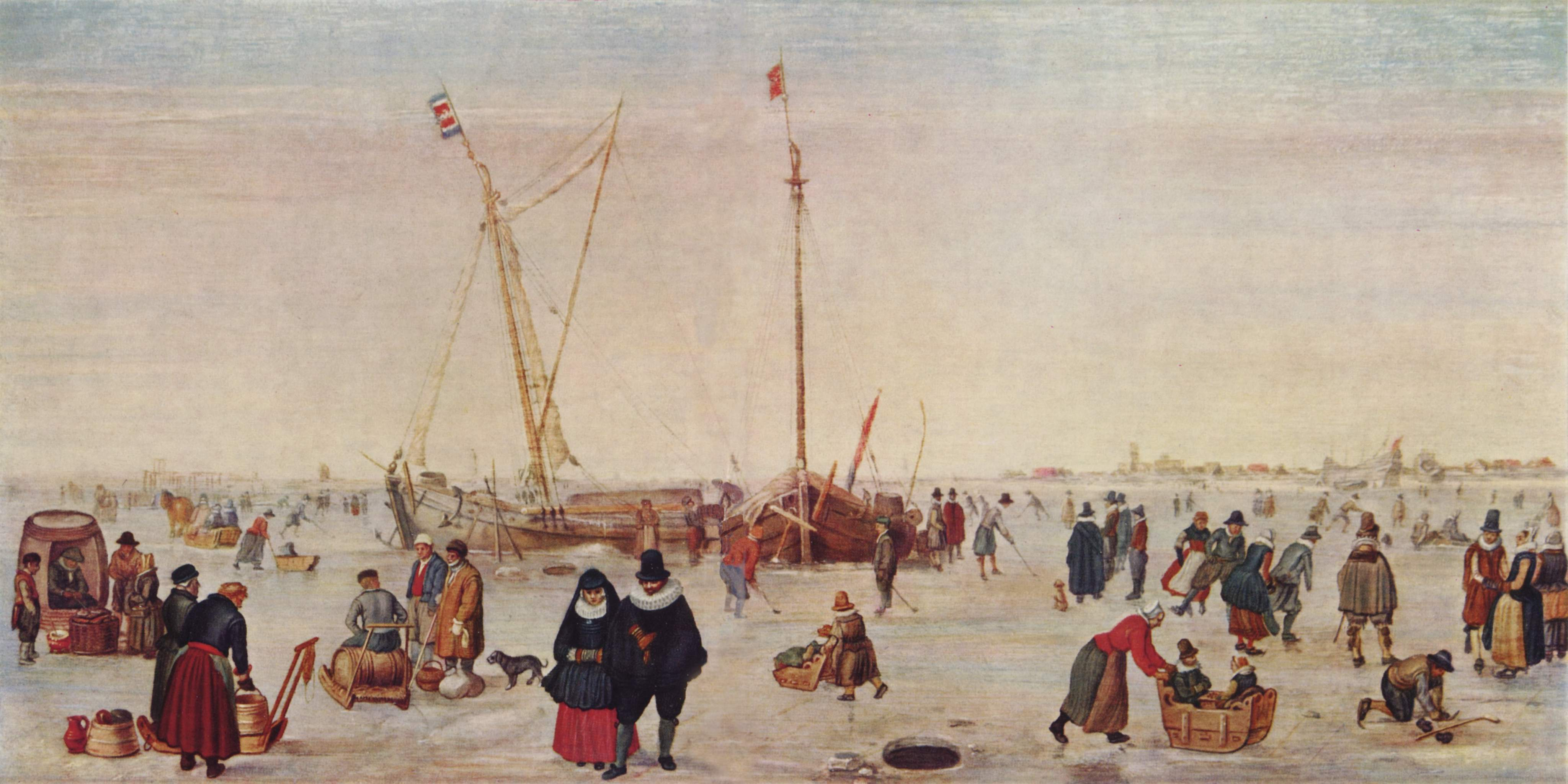
Paisaje invernal, ca. 1620, Museo Boijmans Van Beuningen, Róterdam.

Buques atrapados en el hielo, fábricas, granjas, cervecerías, castillos, casas e iglesias son elementos recurrentes en su obra. Muchos cuadros están realizados sobre paneles redondos, una innovación que Avercamp adoptó antes de 1610, popular en Flandes en el siglo XVI.
En su etapa madura, el horizonte en sus composiciones se reduce y los árboles desaparecen en favor de casas que cierran el espacio pictórico. Da mayor atención a la luz invernal, dorada o rosada, filtrada por nieblas que difuminan los contornos. Su trabajo fue clave en el desarrollo de la pintura paisajista holandesa.
Avercamp realizó numerosos dibujos de figuras y paisajes, que a menudo utilizaba como estudios preparatorios. El pintor Jan van de Cappelle (1619–1679) poseía más de novecientos dibujos suyos al momento de su muerte.
Entre sus seguidores se encuentran su sobrino Barent Avercamp (Kampen, 1612–1672/1679), de estilo similar pero con menor vigor, así como Arent Arentsz ("Cabel", 1585/6–1635), Dirck Hardenstein II (1620–después de 1674), Adam van Breen (ca. 1585–1642/48), Esaias van de Velde (ca. 1590–1630), Aert van der Neer (1603/4–1677) y Christoffel van den Berghe (ca. 1590–1645).

## Museos y colecciones

### Alemania
- Museo Estatal, Berlín
- Museo Wallraf-Richartz de Colonia: Paisaje de invierno, (1605-10)
- Museo Estatal, Schwerin: Paisaje helado

### Austria

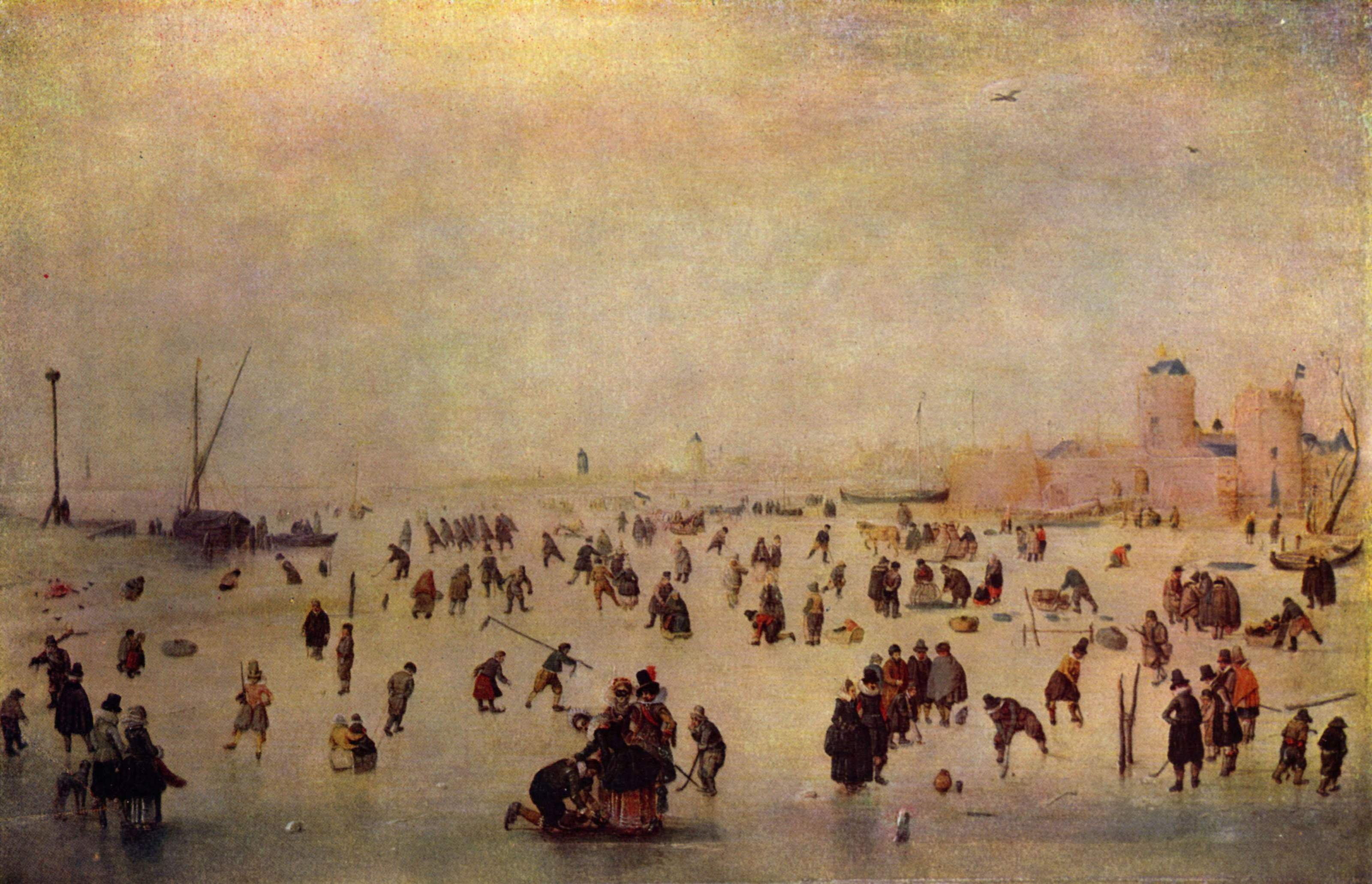
Patinadores, sobre 1615, Museo Pushkin, Moscú

- Museo de Historia del Arte de Viena: Paisaje de invierno

### Estados Unidos
- Museo de Arte de San Luis (Misuri), Patinando cerca de una ciudad, (sobre 1610-1620)
- Galería Nacional de Arte (Washington), Washington D. C.: Escena en el hielo, (sobre 1625)
- Museo de Arte de Toledo, Toledo (Ohio), Ohio: Invierno Escena de un canal

### Francia
Una serie de diseños, incluyendo el más antiguo conocido Avercamp, de 28 de enero de 1613, se conservan en la colección de Frits lugt en el Instituto Neerlandés de París. 

### Hungría
- Museo de Bellas Artes de Budapest: Nieve Paisaje con patinadores

### Irlanda
- Galería Nacional de Irlanda, Dublín: Escena en el hielo (después de 1620)

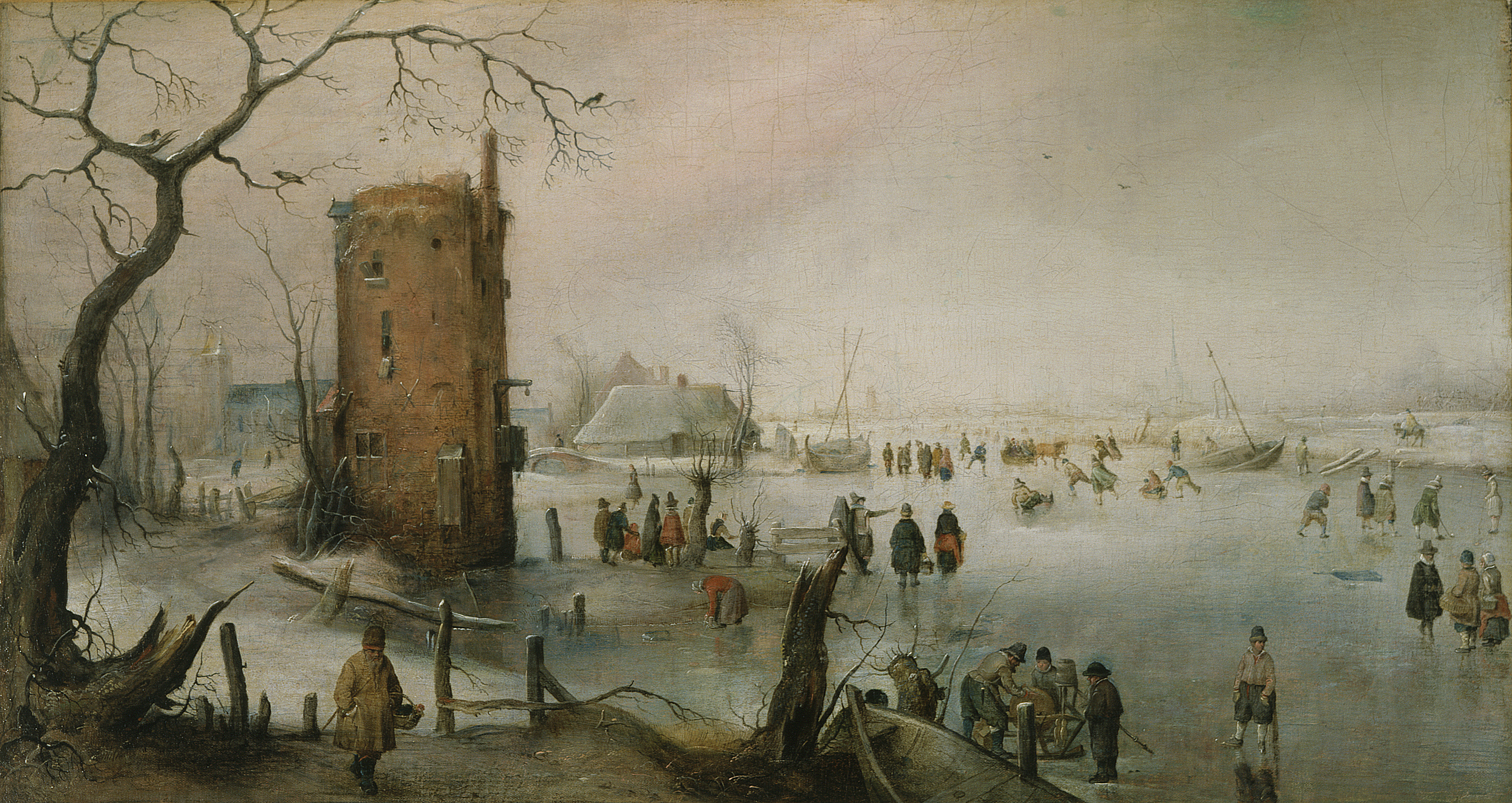
Patinando cerca de una ciudad sobre 1610-20 Museo de Arte de San Luis.

### Italia
- Pinacoteca Ambrosiana, Milán: Paisaje de invierno

### Noruega
- Museo de Arte, Bergen: Paisaje invernal, (1608)

### Países Bajos
- Rijksmuseum, Ámsterdam: Paisaje invernal, sobre 1608; Invierno, (sobre 1630-34)
- Museo Teylers, Haarlem: Escena en el hielo (acuarela)
- Mauritshuis, La Haya: Invierno, sobre (1610)
- Museo Kröller-Müller, Otterlo: Escena helada
- Museo Boymans-van Beuningen, Róterdam: Invierno, (sobre 1620) Commons: Imagen: Hendrik Avercamp 003.jpg

### Reino Unido
- National Gallery de Londres: Escena en el hielo cerca de un pueblo, sobre 1615, Escena invernal con patinadores cerca de un castillo, (1608-9)
- Galería Nacional de Escocia, Edimburgo: Paisaje de invierno con personas
- La reina Isabel II del Reino Unido tiene una notable colección de obras de Avercamp en el Castillo de Windsor.

### Rusia
- Museo Pushkin, Moscú: Patinadores, (sobre 1615)

### Suiza
- Museo de Arte e Historia, Ginebra: Escena de Invierno Yselmuiden, sobre (1613)
- Lausana.